# Rodolfo D'Onofrio
Rodolfo Raúl D'Onofrio (Ramos Mejía, 15 de abril de 1949) es un empresario y dirigente deportivo argentino, que se desempeñó como presidente del Club Atlético River Plate desde el 15 de diciembre de 2013 al 14 de diciembre de 2021. Desde diciembre del 2005 ocupó el cargo de primer vocal titular opositor en la Comisión Directiva del Club. En 2009 se presentó en las elecciones para presidir River Plate, perdiendo contra su antecesor en el cargo, Daniel Passarella, por 6 votos de diferencia.
Cuatro años después de perder por seis votos las elecciones ante Daniel Passarella, Rodolfo D'Onofrio se impuso el domingo 15 de diciembre de 2013 en los comicios y se convirtió en el nuevo presidente de River Plate hasta diciembre de 2017. Se consagró ganador de las elecciones en River con el 55.8 % de los votos, dejando en segundo lugar a la agrupación de Antonio Caselli, que sacó el 34.7 %. D'Onofrio es licenciado en economía y presidió distintas empresas, entre ellas la aseguradora La Caja. Llega acompañado en la vicepresidencia por Jorge Brito (hijo), gerente general del Banco Macro, y Matías Patanian, CEO de Aeropuertos Argentina 2000.
Con 15 títulos oficiales de fútbol masculino, es el presidente más ganador de la historia de River Plate.

## Biografía
Nacido en Ramos Mejía. Egresó del Colegio Nacional de Buenos Aires en 1965 y como contador público por la Universidad de Buenos Aires en 1970. Socio de River desde que nació, lleva toda una vida como fanático de River Plate, cuatro generaciones de riverplatenses: su padre, su esposa, hijos y nietos. Integró la Comisión Directiva durante el período 2006-2009 como vocal titular por la minoría. Fue candidato a Presidente en las elecciones de 2009 enfrentando a Daniel Passarella.
Tiene una extensa trayectoria empresarial, fue presidente de La Caja ART S.A., de la Asociación Argentina de Compañías de Seguros y Vicepresidente de la Federación Interamericana de Compañías de Seguros. Actualmente preside La Estrella Seguros de Retiro S.A. y una consultora especializada en asesoramiento, planeamiento estratégico para compras y fusiones de empresas. Es además propietario de una cadena de locales de gastronomía y de una empresa dedicada a la atención médica laboral.
En una entrevista con motivo de la presentación de su libro "Parar la pelota", confesó que "es probable que me dedique a la política cuando termine la presidencia de River".

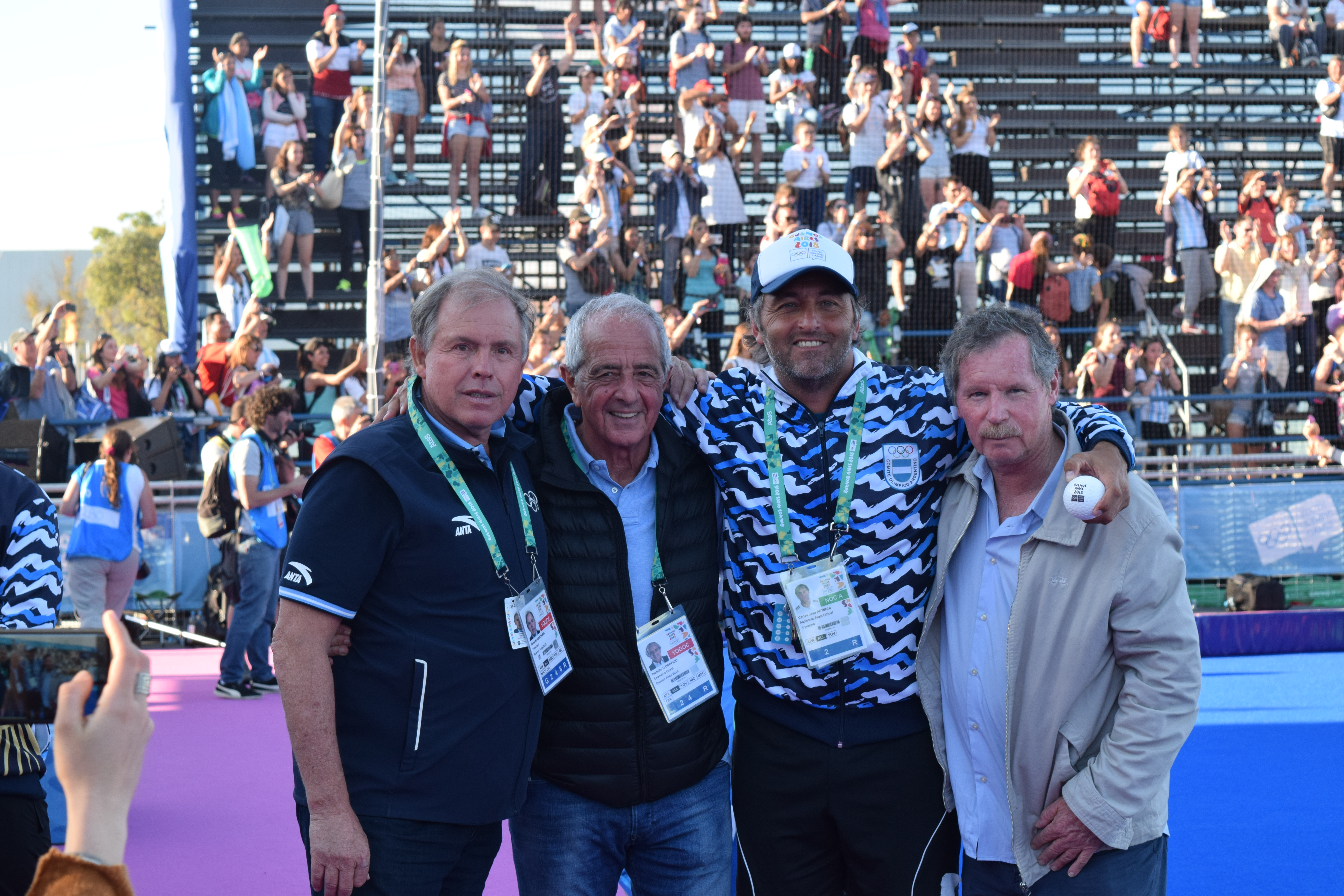
D'Onofrio junto a Gerardo Werthein, Carlos Retegui y Juan Carr en los Juegos Olímpicos de la Juventud de Buenos Aires 2018.

### Resultados electorales

#### 2009
| Candidato                   | Candidato                   | Agrupación                  | Votos  | %       |
| --------------------------- | --------------------------- | --------------------------- | ------ | ------- |
|                             | Daniel Passarella           | Liderazgo Riverplatense     | 5 298  | 37,18%  |
|                             | Rodolfo D'Onofrio           | Con River Toda la Vida      | 5 292  | 37,14%  |
|                             | Antonio Caselli             | Primero River               | 2 765  | 19,41%  |
|                             | Daniel Kiper                | Votá por River              | 448    | 3,14%   |
|                             | Mariano Mera Figueroa       | Dueños                      | 431    | 3,02%   |
| Total de votos válidos      | Total de votos válidos      | Total de votos válidos      | 14 234 | 99,90%  |
| Votos nulos y blancos       | Votos nulos y blancos       | Votos nulos y blancos       | 14     | 0,10%   |
| Total de empadronados       | Total de empadronados       | Total de empadronados       | 30 600 | 30 600  |
| Total de mesas              | Total de mesas              | Total de mesas              | 31     | 31      |
| Total de sufragios emitidos | Total de sufragios emitidos | Total de sufragios emitidos | 14 248 | 100,00% |

#### 2013
| Candidato                   | Candidato                   | Agrupación                  | Votos  | %       |
| --------------------------- | --------------------------- | --------------------------- | ------ | ------- |
|                             | Rodolfo D'Onofrio           | Un Presidente para River    | 10 248 | 55,80%  |
|                             | Antonio Caselli             | Primero River               | 6 378  | 34,70%  |
|                             | Daniel Kiper                | Unidos por River            | 1 365  | 7,43%   |
|                             | Carlos Ávila                | River con gente del Club    | 345    | 1,87%   |
| Total de votos válidos      | Total de votos válidos      | Total de votos válidos      | 18 336 | 99,84%  |
| Votos nulos y blancos       | Votos nulos y blancos       | Votos nulos y blancos       | 28     | 0,16%   |
| Total de empadronados       | Total de empadronados       | Total de empadronados       | 41 499 | 41 499  |
| Total de mesas              | Total de mesas              | Total de mesas              | 42     | 42      |
| Total de sufragios emitidos | Total de sufragios emitidos | Total de sufragios emitidos | 18 364 | 100,00% |

#### 2017
| Candidato                   | Candidato                   | Agrupación                          | Votos  | %       |
| --------------------------- | --------------------------- | ----------------------------------- | ------ | ------- |
|                             | Rodolfo D'Onofrio           | Un equipo, un Presidente para River | 14 099 | 74,70%  |
|                             | Antonio Caselli             | Primero River                       | 2 840  | 15,04%  |
|                             | Carlos Trillo               | Vamos con Trillo                    | 1 414  | 7,49%   |
|                             | Leonardo Barujel            | River de todos                      | 471    | 2,49%   |
| Total de votos válidos      | Total de votos válidos      | Total de votos válidos              | 18 824 | 99,75%  |
| Votos nulos y blancos       | Votos nulos y blancos       | Votos nulos y blancos               | 48     | 0,25%   |
| Total de empadronados       | Total de empadronados       | Total de empadronados               | 64 340 | 64 340  |
| Total de mesas              | Total de mesas              | Total de mesas                      | 65     | 65      |
| Total de sufragios emitidos | Total de sufragios emitidos | Total de sufragios emitidos         | 18 872 | 100,00% |

## Títulos disputados durante su presidencia

### Torneos nacionales
| Torneo                   | Sede      | Resultado     |
| ------------------------ | --------- | ------------- |
| Torneo Final 2014        | Argentina | Campeón       |
| Primera División 2014    | Argentina | Subcampeón    |
| Primera División 2015    | Argentina | 9º posición   |
| Primera División 2016    | Argentina | 19.ª posición |
| Primera División 2016-17 | Argentina | Subcampeón    |
| Primera División 2017-18 | Argentina | 8º posición   |
| Primera División 2018-19 | Argentina | 4º posición   |
| Primera División 2019-20 | Argentina | Subcampeón    |
| Primera División 2021    | Argentina | Campeón       |

### Copas nacionales
| Torneo                           | Sede      | Resultado              |
| -------------------------------- | --------- | ---------------------- |
| Copa Campeonato 2013-14          | Argentina | Campeón                |
| Copa Argentina 2013-14           | Argentina | Cuartos de final       |
| Supercopa Argentina 2014         | Argentina | Subcampeón             |
| Copa Argentina 2014-15           | Argentina | Dieciseisavos de final |
| Copa Argentina 2015-16           | Argentina | Campeón                |
| Supercopa Argentina 2016         | Argentina | Subcampeón             |
| Copa Argentina 2016-17           | Argentina | Campeón                |
| Supercopa Argentina 2017         | Argentina | Campeón                |
| Copa Argentina 2017-18           | Argentina | Semifinal              |
| Copa de la Superliga 2019        | Argentina | Cuartos de final       |
| Copa Argentina 2018-19           | Argentina | Campeón                |
| Supercopa Argentina 2019         | Argentina | Campeón                |
| Copa de la Superliga 2020        | Argentina | Cancelada              |
| Copa Argentina 2019-20           | Argentina | Octavos de final       |
| Copa de la Liga Profesional 2020 | Argentina | Fase campeón           |
| Copa de la Liga Profesional 2021 | Argentina | Cuartos de final       |

### Campeonatos internacionales
| Torneo                      | Sede                   | Resultado        |
| --------------------------- | ---------------------- | ---------------- |
| Copa Sudamericana 2014      | CONMEBOL               | Campeón          |
| Recopa Sudamericana 2015    | CONMEBOL               | Campeón          |
| Copa Libertadores 2015      | CONMEBOL               | Campeón          |
| Copa Suruga Bank 2015       | Japón                  | Campeón          |
| Copa Sudamericana 2015      | CONMEBOL               | Semifinal        |
| Copa Mundial de Clubes 2015 | Japón                  | Subcampeón       |
| Copa Libertadores 2016      | CONMEBOL               | Octavos de final |
| Recopa Sudamericana 2016    | CONMEBOL               | Campeón          |
| Copa Libertadores 2017      | CONMEBOL               | Semifinal        |
| Copa Libertadores 2018      | CONMEBOL Madrid        | Campeón          |
| Copa Mundial de Clubes 2018 | Emiratos Árabes Unidos | Tercer puesto    |
| Recopa Sudamericana 2019    | CONMEBOL               | Campeón          |
| Copa Libertadores 2019      | CONMEBOL               | Subcampeón       |
| Copa Libertadores 2020      | CONMEBOL               | Semifinal        |
| Copa Libertadores 2021      | CONMEBOL               | Cuartos de final |

### Copas internacionales amistosas
| Torneo                       | Sede      | Resultado |
| ---------------------------- | --------- | --------- |
| Supercopa Euroamericana 2015 | Argentina | Campeón   |

## Palmarés

### Campeonatos nacionales
| Título              | Club        | País      | Año     |
| ------------------- | ----------- | --------- | ------- |
| Primera División    | River Plate | Argentina | F-2014  |
| Copa Campeonato     | River Plate | Argentina | 2014    |
| Copa Argentina      | River Plate | Argentina | 2015-16 |
| Copa Argentina      | River Plate | Argentina | 2016-17 |
| Supercopa Argentina | River Plate | Argentina | 2017    |
| Copa Argentina      | River Plate | Argentina | 2018-19 |
| Supercopa Argentina | River Plate | Argentina | 2019    |
| Primera División    | River Plate | Argentina | 2021    |

### Campeonatos nacionales (división reserva)
| Título            | Club        | País      | Año  |
| ----------------- | ----------- | --------- | ---- |
| Torneo de Reserva | River Plate | Argentina | 2014 |

### Campeonatos internacionales
| Título              | Club        | Sede         | Año  |
| ------------------- | ----------- | ------------ | ---- |
| Copa Sudamericana   | River Plate | Buenos Aires | 2014 |
| Recopa Sudamericana | River Plate | Buenos Aires | 2015 |
| Copa Libertadores   | River Plate | Buenos Aires | 2015 |
| Copa Suruga Bank    | River Plate | Osaka        | 2015 |
| Recopa Sudamericana | River Plate | Buenos Aires | 2016 |
| Copa Libertadores   | River Plate | Madrid       | 2018 |
| Recopa Sudamericana | River Plate | Buenos Aires | 2019 |

### Otras disciplinas
| Título                   | Club        | Deporte              | Año  |
| ------------------------ | ----------- | -------------------- | ---- |
| Torneo Nacional          | River Plate | Balonmano            | 2014 |
| Súper 4                  | River Plate | Balonmano            | 2014 |
| Liga Nacional            | River Plate | Hockey sobre césped  | 2015 |
| Liga Nacional            | River Plate | Hockey sobre césped  | 2016 |
| Copa Argentina           | River Plate | Futsal               | 2016 |
| Campeonato Metropolitano | River Plate | Hockey sobre césped  | 2016 |
| Torneo Apertura          | River Plate | Fútbol Senior        | 2016 |
| Primera División         | River Plate | Fútbol femenino      | 2017 |
| Liga Nacional            | River Plate | Hockey sobre césped  | 2017 |
| Copa Argentina           | River Plate | Futsal               | 2017 |
| Liga Nacional            | River Plate | Fútbol para ciegos   | 2018 |
| Campeonato Metropolitano | River Plate | Hockey sobre patines | 2018 |
| Campeonato Metropolitano | River Plate | Voleibol             | 2019 |
| Torneo Apertura          | River Plate | Fútbol Senior        | 2019 |

## Filmografía
Fue entrevistado para el filme documental estrenado en 2019 River, el más grande siempre que narra la historia del club.